# Marielle Amant
Marielle Amant (Le Lamentin, 9 dicembre 1989) è un'ex cestista francese.

## Carriera
Con la Francia ha disputato i Giochi olimpici di Rio de Janeiro 2016, due edizioni dei Campionati mondiali (2010, 2014) e due dei Campionati europei (2013, 2017).